# Clube Desportivo de Tondela
Clube Desportivo de Tondela är en portugisisk fotbollsklubb från staden Tondela. Klubben grundades 1918 och spelar sina hemmamatcher på Estádio João Cardoso.

## Placering tidigare säsonger
| Säsong    | Nivå | Liga            | Placering | Referens | Notering                        |
| --------- | ---- | --------------- | --------- | -------- | ------------------------------- |
| 2012/2013 | 2    | Segunda Liga    | 10        | [ 1 ]    |                                 |
| 2013/2014 | 2    | Segunda Liga    | 9         | [ 2 ]    |                                 |
| 2014/2015 | 2    | Segunda Liga    | 1         | [ 3 ]    | Uppflyttad till Primeira Liga   |
| 2015/2016 | 1    | Primeira Liga   | 16        | [ 4 ]    |                                 |
| 2016/2017 | 1    | Primeira Liga   | 16        | [ 5 ]    |                                 |
| 2017/2018 | 1    | Primeira Liga   | 11        | [ 6 ]    |                                 |
| 2018/2019 | 1    | Primeira Liga   | 15        | [ 7 ]    |                                 |
| 2019/2020 | 1    | Primeira Liga   | 14        | [ 8 ]    |                                 |
| 2020/2021 | 1    | Primeira Liga   | 12        | [ 9 ]    |                                 |
| 2021/2022 | 1    | Primeira Liga   | 17        | [ 10 ]   | Nedflyttad till Liga Portugal 2 |
| 2022/2023 | 2    | Liga Portugal 2 | 11        |          |                                 |